# Allograpta flukei
Allograpta flukei är en tvåvingeart som beskrevs av Charles Howard Curran 1936. Allograpta flukei ingår i släktet Allograpta och familjen blomflugor.
Artens utbredningsområde är Kuba. Inga underarter finns listade i Catalogue of Life.